# Coelogyne weixiensis
Coelogyne weixiensis é uma espécie de orquídea epífita, família Orchidaceae, originária do Yunnan, China.